# Blastobasis decolorella
Blastobasis decolorella é uma espécie de mariposa do gênero Blastobasis pertencente à família Coleophoridae.